# De Vloek van de Farao
De Vloek van de Farao (Engels: The curse of the mummy) is een boek in de boekenreeks van Kippenvel en is geschreven door R.L. Stine. Het boek is Nederlands vertaald door Annemarie Hormann en wordt uitgegeven door Uitgeverij Kluitman. Het boek werd gepubliceerd in 1998.

## Het verhaal
Adrian Palmer (hoofdrolspeler) kijkt verschrokken als hij hoort dat zijn ouders beiden naar Alexandrië moeten, ze verbleven op het moment in Caïro. Zijn ouders besluiten dat hij in Caïro mocht blijven als zijn Oom Ben kwam.
Ook ging Adrians nichtje Sari met Oom Ben mee.
Oom Ben is een archeoloog die samen met een paar collega's een nieuwe paar collega's naar de grafkamer van Farao Khufu aan het zoeken waren.
Ineens in de piramide lopen Oom Ben en Sari nogal hard, waardoor Adrian steeds meer achterblijft. En dan valt hij en ontdekt hij de grafkamer. Snel vinden Oom Ben en Sari hem ook, maar ook Ahmed (een van de opvolgers van Farao Khufu) en staat op het punt de drie te vermoorden.